# Buckler (Faustschild)

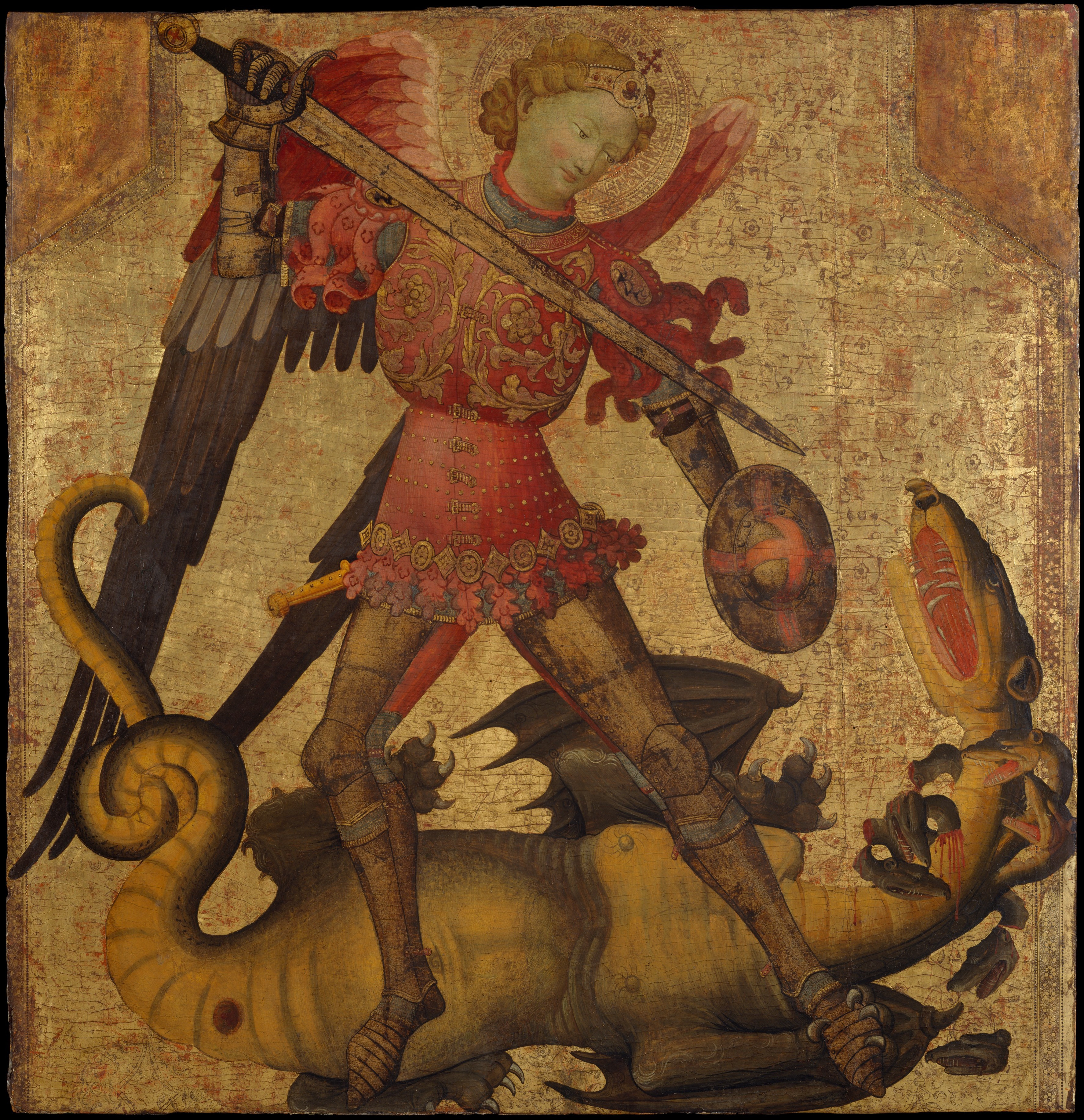
Der Erzengel Michael mit einem Faustschild, ca. spätes 14. oder frühes 15. Jahrhundert

Ein Buckler ist eine Sonderform der Faustschilde. Es ist ein kleiner, meist runder Schild, der im Mittelalter zur persönlichen Verteidigung benutzt wurde. Der Name ist mit der Form des Bucklers verbunden.

## Beschreibung
Der Name leitet sich vom Schildbuckel ab, der bereits auf römischen Schilden zu finden war und den eisernen runden Teil in der Mitte des Schildes beschreibt. Besondere Verwendung fand der Buckler im 13. und 14. Jahrhundert, als er gemeinsam mit dem einhändig geführten Schwert zu Fuß und auch von der Reiterei verwendet wurde. Man nimmt heute an, dass der Buckler vom Hochmittelalter bis in die Renaissance Verwendung fand. Das Manuskript I.33, ein wohl im späten 13. Jahrhundert in Süddeutschland verfasstes Fechtbuch, enthält ausschließlich Kampftechniken mit Einhandschwert und Buckler und stellt somit die umfangreichste Einzelquelle zum Umgang mit dem Buckler dar. Mit zunehmender Rüsttechnik verlor der Buckler an Bedeutung, tauchte aber bis ins 17. Jahrhundert regelmäßig mit den verschiedensten Beiwaffen (Rapier, Schwert, Dolch, Messer) auf Bildern von Schlachten auf.
Der Buckler, obwohl an sich ein Rüstmittel, war weit mehr als nur ein Werkzeug zur Verteidigung. Oftmals findet man in Fechtbüchern oder zeitgenössischen Schlachtenbildern Darstellungen, in denen der Buckler auch als sehr effektive Waffe eingesetzt wurde. Die Materialien, aus denen der Buckler gefertigt wurde, waren sehr unterschiedlich. In manchen Fällen war er komplett aus Metall, dann wieder aus Holz mit einem eisernen Schildbuckel; in Fechtschulen wurden gelegentlich auch lederne Buckler verwendet.
Auch der Durchmesser und die Form der Schilde war nicht immer gleich. Vor allem im Fechtbuch von Hans Talhoffer findet man eine außergewöhnliche Form mit Fanghörnern in Handlängsrichtung (Typ III c). Die Größe des Bucklers variiert und hat lt. Schmidt eine maximale Ausdehnung von 45 cm. Heutige Rekonstruktionen pendeln sich meistens genau in der Mitte bei ca. 30 bis 35 cm ein. Der Kampf mit Schwert und Buckler wird von verschiedenen modernen Fechtgruppen (siehe Weblinks) rekonstruiert. Die Interpretation historischer Quellen ist hierbei nicht immer eindeutig, da mittelalterliche Fechtbücher oft eher als Gedächtnisstütze für den Autor und weniger als didaktisches Werk gedacht waren.

## Typologie
Laut der Typologie von Schmidt werden drei Arten von Bucklern unterschieden:
- Typ I: rund
- Typ II: rechteckig oder trapezoid
- Typ III: oval oder tropfenförmig

Diese Typen werden kombiniert mit dem Querschnitt des Bucklers.
- Typ a: flach
- Typ b: konkav
- Typ c: konvex
- Typ d: wellenförmig

Diese kommen auch zur Anwendung, wenn der Querschnitt nur in einer Richtung anzuwenden ist.
Die Typologie kombiniert diese zwei Charakteristika. Ein Buckler des Typs Ia wäre demnach ein runder, flacher Buckler.